# Catla
Catla is een geslacht van straalvinnige vissen uit de familie van karpers (Cyprinidae).

## Soort
- Catla catla (Hamilton, 1822)